# Sseko Designs
Sseko Designs — угандийское социальное предприятие и модный бренд, разрабатывающий и выпускающий сандалии, балетки, туфли, кожаные сумки, кошельки, ремни, бижутерию и шарфы. Производством товаров занимаются угандийские женщины (на постоянной основе работают около 50 человек), которые часть своих доходов направляют на образование и дальнейшее развитие лидерских качеств (к концу 2014 года свыше 60 женщин, работавших в Sseko Designs, смогли поступить в университет). Также Sseko Designs с целью социальных изменений и борьбы с бедностью продвигает проекты и в других странах Восточной Африки, создавая рабочие места и помогая ремесленникам. В Кении и Эфиопии партнёры Sseko Designs производят тканный текстиль и кожаные изделия. 
Поддерживая принципы справедливой торговли, Sseko Designs на своём сайте знакомит покупателей с непосредственными производителями и указывает социальное воздействие, которое будет достигнуто при покупке данного изделия.

## История
Первые сандалии будущая основательница Sseko Designs Лиз Боуханнон выпустила в 2007 году. В 2008 году, после окончания Миссурийского университета, она приехала в Уганду и познакомилась там с группой талантливых местных женщин, которым была необходима небольшая экономическая поддержка для реализации своих навыков и борьбы с бедностью. Вскоре после провала проекта птицеводства была основана обувная компания, в 2009 году началось официальное производство сандалий в Уганде, с 2011 года стал применяться нынешний логотип, а в 2013 году стартовали продажи через интернет. На этапе стартапа Боуханнон и её муж сами ездили по США и лично договаривались с розничными сетями о продаже у них сандалий, произведённых женщинами в Уганде.